# HAT-P-5b
HAT-P-5bは、こと座の方角に約1100光年の位置にある太陽系外惑星である。ホットジュピターで質量は木星より6%大きく、半径は26%大きい。そのため密度は0.66g/cm3と水よりも小さい。この惑星はBakosらにより2007年に発見された。

## 名称
2019年、世界中の全ての国または地域に1つの系外惑星系を命名する機会を提供する「IAU100 Name ExoWorldsプロジェクト」において、HAT-P-5bと母星HAT-P-5はスロバキア共和国に割り当てられた。このプロジェクトは、「国際天文学連合100周年事業」の一環として計画されたイベントの1つで、スロバキア国内での選考、国際天文学連合 (IAU) への提案を経て、太陽系外惑星とその母星に固有名が承認されるものであった。2019年12月17日、IAUから最終結果が公表され、HAT-P-5bはKráľomoc、HAT-P-5はChasoňと命名された。Kráľomocは、古いスロバキア語で木星を指す言葉。Chasoňは、古いスロバキア語で太陽を指す言葉である。